# Iringa (vùng)
Iringa là một vùng của Tanzania, giáp biên giới với vùng Bắc Malawi của Malawi. Thủ phủ của vùng Iringa đóng tại Iringa. Vùng Iringa có diện tích 56864 ki lô mét vuông. Đến thời điểm điều tra dân số ngày 25 tháng 8 năm 2002, vùng Iringa có dân số 1495333 người.